# Преображенская церковь (Брынь)
Спасо-Преображенский храм — православный храм в селе Брынь Думиничского района Калужской области России.

## История
Приход в селе Брынь существует с 1736 года, когда статский советник Н. Н. Демидов построил здесь деревянный храм во имя Преображения Господня. Снаружи церковь была обшита тёсом и покрашена в красный цвет.
Кирпичная однопрестольная церковь была построена в 1846 году тщанием статского советника А. М. Рябинина. Средства в сумме 200 тыс. рублей серебром выделил московский 1 гильдии купец Павел Матвеевич Александров. Отдельно стоящая колокольня выстроена в 1848 году.
Здание церкви представляет собой двухъярусную ротонду с 24 колоннами и тремя входами. Внутри здания 12 колонн, на которые опирается верхний ярус, на высоте четырех метров устроен балкон, ограждённый перилами. Стены и потолки расписаны евангельскими сюжетами. Крыша покрыта железом. На колокольне было установлено 8 колоколов, самый большой из которых весил 211 пудов.
Деревянная церковь сгорела в 1868 году, и на её месте в 1870 была возведена каменная часовня.
В 1878 году при церкви построен двухэтажный каменный дом для священника, а в 1912 - одноэтажный дом для дьякона. 2 октября 1891 года при храме открыта одноклассная церковно-приходская школа, в 1898 году для неё построено отдельное деревянное здание.
Храм закрыт 26 июля 1937 года, на следующий год сняты колокола. 5 мая 1942 из тактических соображений советскими войсками взорвана колокольня. С 1961 года в здании церкви находилось зернохранилище колхоза им. Куйбышева.
В 1996 году была предпринята попытка восстановить церковь. 26 июля 2001 года храм был возвращен епархии. Летом 2009 года новые владельцы начали реставрацию: были выполнены работы по устройству купола (кровли) церкви, покрыта крыша купола, изготовлены и установлены позолоченные главка и крест, оштукатурен и покрашен малый верхний ярус с заменой окон. В июле 2016 года начался внутренний ремонт храма. 22 апреля 2017 года епископ Козельский и Людиновский Никита совершил малое освящение возрожденного храма и провёл первую Божественную литургию.